# Les Miroirs de l'esprit
Les Miroirs de l'esprit (titre original : The Mind Game) est un roman de science-fiction de l’écrivain américain Norman Spinrad. Il est paru en 1980 puis a été traduit en français et publié en 1981.

## Résumé
Jack Weller, réalisateur d’une série télévisée, et sa femme Annie, actrice de publicités, attendent tous les deux la chance de leur vie à Hollywood. Des amis les emmènent dans un nouveau club où est faite la promotion d'une secte, le Transformationalisme.
Annie adhère tout de suite aux idées transformationalistes et y suit une formation pour « chevaucher le changement ». Jack est réticent à ce qu’il considère comme un embrigadement sectaire. 
Comme il n'y a pas d'autre issue que de simuler son plein accord avec l’idéologie de l’entreprise pour revoir sa femme qui l’a quitté, Jack y prend aussi des cours. Il découvre alors l'étendue des ramifications de cette organisation qui a des appuis partout. 
Jack Weller rencontre John Steinhardt, l'écrivain de science-fiction à la tête du mouvement, personnage haut en couleur, dans son centre de recherche sécurisé sur la créativité. 
Rejetant les promesses de Steinhardt, Jack Weller arrive à sortir du centre. Il a toujours un doute sur les projets qu’on lui propose car Steinhardt a tacitement acheté son silence par le fait de favoriser sa carrière.

## Analyse et commentaire
Il s'agit d'un portrait de la scientologie et de son fondateur Ron Hubbard.
L’écrivain de science-fiction français Ayerdhal a dit que Les miroirs de l’esprit était le livre qui l’avait le plus marqué : « C’est un travail qui est à la fois science-fictif, thriller, prospectif, et une réflexion politique telle que j’aimerais être capable d’en conduire.»
Les miroirs de l’esprit est cité dans Les 100 principaux titres de la science-fiction (publié en 1981).